# بلاتسبورغ
بلاتسبرغ مدينة تقع في مقاطعة كلينتون بولاية نيويورك الأمريكية، وهي مركز المقاطعة، وتمتد على الساحل الشمالي الغربي لبحيرة شامبلين. وصل عدد سكانها إلى 19,841 نسمة وفقًا لتعداد 2020، بينما يبلغ عدد سكان بلدة بلاتسبرغ المجاورة ذات الإدارة المنفصلة 11,886 نسمة، ليصل إجمالي سكان المنطقة إلى 31,727 نسمة. تقع المدينة شمال شرق منتزه أديرونداك مباشرة، خارج حدوده، وتعد ثاني أكبر مدينة في منطقة نورث كانتري بعد واترتاون، وتُعتبر المركز التجاري الرئيسي للجبال الشمالية في أديرونداك ذات الكثافة السكانية المنخفضة.
كانت المنطقة مسكونة في الأصل بشعوب الإيروكوي، الأبيناكي الغربي، المويكان والمهوك. أما المستكشف الأوروبي الأول الذي وصل إلى وادي شامبلين فكان صمويل دي شامبلين عام 1609، حيث أعلن المنطقة جزءًا من نيو فرانس.
شهدت بلاتسبرغ معركة برمائية مهمة خلال حرب 1812، والتي مثلت انتصارًا أمريكيًا حاسمًا أنهى القتال في شمال الولايات المتحدة. كانت المدينة عبر تاريخها نقطة عسكرية بارزة، حيث استضافت أحد أكبر معسكرات تدريب المواطنين العسكريين قبل الحرب العالمية الأولى، وكانت قاعدة جوية رئيسية خلال الحرب الباردة كمركز عمليات للقيادة الاستراتيجية الجوية في الساحل الشرقي. في تسعينيات القرن الماضي، تحولت القاعدة إلى مطار مدني عقب إجراءات إغلاق القواعد العسكرية مع انتهاء الحرب الباردة، وأصبحت اليوم محورًا للتنمية الاقتصادية في المنطقة. وقد تم تصنيفها عدة مرات ضمن أفضل عشر مدن صغيرة واعدة في المستقبل حسب صحيفة فاينانشال تايمز.

## أعلام
- لوكريشا ماريا ديفيدسون
- آن لويز غريغوري ريتر
- روي ستون
- غلين ك. أوتيس
- جوزيف ماسون
- ديفيد جي. هارتويل
- جورج ويليام بالمر
- لينكولن بارنت
- أندرو وليامز
- روكويل كينت